# Rúben Amorim
Rúben Filipe Marques Amorim (Lissabon, 27 januari 1985) is een Portugees voetbaltrainer en voormalig profvoetballer die bij voorkeur als centrale middenvelder speelde. In november 2024 werd hij aangesteld als hoofdtrainer bij Manchester United als opvolger van Erik ten Hag. Amorim debuteerde in 2010 in het Portugees voetbalelftal.

## Clubcarrière
Amorim debuteerde op 14 december 2003 in de Primeira Liga in het shirt van CF Os Belenenses, waarmee hij het die dag opnam tegen FC Alverca. Na vijf seizoenen en 96 competitiewedstrijden voor Belenenses tekende hij een vierjarig contract bij stadsgenoot SL Benfica, dat één miljoen euro betaalde voor de middenvelder. Op 23 november 2008 scoorde hij zijn eerste doelpunt in het shirt van Benfica, tegen Académica Coimbra. Tussen januari 2012 en juni 2013 werd hij anderhalf jaar uitgeleend aan SC Braga.

## Interlandcarrière
Amorim nam met Portugal onder 21 deel aan het Europees kampioenschap voetbal onder 21 2007 in Nederland. Aanvankelijk zou hij niet in de selectie zitten voor het Wereldkampioenschap voetbal 2010 in Zuid-Afrika, maar door een blessure van Nani werd hij alsnog opgeroepen. Op 15 juni 2010 debuteerde hij in het Portugees voetbalelftal als invaller tegen Ivoorkust. Op 19 mei 2014 maakte bondscoach Paulo Bento bekend Amorim mee te nemen naar het wereldkampioenschap voetbal in Brazilië. Zijn toenmalige clubgenoten Maximiliano Pereira (Uruguay), Ezequiel Garay en Enzo Pérez (Argentinië) en landgenoot André Almeida waren tevens actief op het toernooi.

## Trainerscarrière
Amorim startte zijn trainerscarrière in 2018 bij de Portugese derdeklasser Casa Pia AC. Amorim ging er aan de slag als stagiair, maar gaf meer instructies dan toegelaten was, waardoor zowel hijzelf als de club gestraft werden. In januari 2019 vertrok hij er dan ook.
In mei 2019 leek Amorim de nieuwe trainer te gaan worden van de U23 van zijn ex-club Benfica, maar dat ging uiteindelijk niet door. Uiteindelijk ging hij in september 2019 aan de slag als trainer van het tweede elftal van SC Braga in de derde divisie. Na het ontslag van Ricardo Sá Pinto werd Amorim in december 2019 aangesteld als hoofdtrainer van Braga. Amorim nam een vliegende start als hoofdtrainer: in zijn eerste officiële wedstrijd boekte hij meteen een 1-7-zege op het veld van Belenenses SAD. Na een 9 op 9 in de competitie, waarin ook een 1-2-zege op het veld van FC Porto zat, won Braga op 21 januari 2021 in de halve finale van de Taça da Liga met 2-1 van Sporting CP. Vier dagen later versloeg Braga in de finale Porto met 1-0 na een doelpunt van Ricardo Horta in de blessuretijd. Pas in zijn achtste officiële wedstrijd leed Amorim zijn eerste puntenverlies als Braga-trainer: in de competitiewedstrijd tegen Gil Vicente FC bleef hij steken op een 2-2-gelijkspel. Toen de competitie in maart 2020 werd stilgelegd vanwege de coronapandemie, stond Braga derde in de Primeira Liga.
Op 4 maart 2020 werd Amorim de nieuwe trainer van Sporting CP, dat een afkoopsom van 10 miljoen euro betaalde aan Braga. Amorim ondertekende in Lissabon een contract tot 30 juni 2023, waarin een afkoopsom van 20 miljoen euro werd opgenomen. Sporting eindigde het seizoen 2019/20 op de vierde plaats, met evenveel punten als Braga. Het seizoen daarop ging Sporting in de play-offronde van de Europa League onderuit tegen LASK, maar in eigen land won Amorim op 23 januari 2021 voor het tweede jaar op rij de Taça da Liga. In de finale versloeg hij zijn ex-club Braga met 1-0. Zowel Amorim als zijn collega-trainer Carlos Carvalhal werden tijdens de wedstrijd naar de tribune verwezen. Een kleine vier maand later bezorgde hij de club zijn eerste landstitel in negentien jaar.
Op 31 juli 2021 won hij met Sporting CP de Supertaça Cândido de Oliveira – uitgerekend tegen zijn ex-club Braga, dat onder Carlos Carvalhal de Taça de Portugal had gewonnen.

## Erelijst

### Als speler
| Competitie                    |         |                                             |         |         |
| Competitie                    | Aantal  | Jaren                                       |         |         |
| Benfica                       | Benfica | Benfica                                     | Benfica | Benfica |
| ----------------------------- | ------- | ------------------------------------------- | ------- | ------- |
| Primeira Liga                 | 3x      | 2009/10, 2013/14, 2014/15                   |         |         |
| Taça de Portugal              | 1x      | 2013/14                                     |         |         |
| Taça da Liga                  | 5x      | 2008/09, 2009/10, 2010/11, 2013/14, 2014/15 |         |         |
| Supertaça Cândido de Oliveira | 1x      | 2014                                        |         |         |
| SC Braga                      |         |                                             |         |         |
| Taça da Liga                  | 1x      | 2012/13                                     |         |         |

### Als trainer
| Competitie                    |          |                 |          |          |
| Competitie                    | Aantal   | Jaren           |          |          |
| SC Braga                      | SC Braga | SC Braga        | SC Braga | SC Braga |
| ----------------------------- | -------- | --------------- | -------- | -------- |
| Taça da Liga                  | 1x       | 2019/20         |          |          |
| Sporting CP                   |          |                 |          |          |
| Taça da Liga                  | 2x       | 2020/21 2021/22 |          |          |
| Primeira Liga                 | 2x       | 2020/21 2023/24 |          |          |
| Supertaça Cândido de Oliveira | 1x       | 2021            |          |          |

## Privéleven
Amorim is de neef van Bruno en David Simão. In het seizoen 2018/19 was Amorim de trainer van zijn neef Bruno bij Casa Pia AC.
1 Israel ·
2 Reis ·
3 St. Juste ·
5 Morita ·
6 Debast ·
8 Gonçalves ·
9 Gyökeres ·
10 Edwards ·
11 Santos ·
13 Kovačević ·
17 Trincão ·
19 Harder ·
20 Araújo ·
21 Catamo ·
22 Fresneda ·
23 Bragança ·
25 Inácio ·
26 Diomande ·
41 Callai ·
42 Hjulmand  ·
47 Esgaio ·
57 Quenda ·
72 Quaresma ·
Coach: Amorim
1 Eduardo Carvalho ·
2 Alves ·
3 Ferreira ·
4 Rolando ·
5 Duda ·
6 Ricardo Carvalho ·
7 Ronaldo  ·
8 Pedro Mendes ·
9 Liédson ·
10 Danny ·
11 Simão ·
12 Beto ·
13 Miguel ·
14 Veloso ·
15 Pepe ·
16 Meireles ·
17 Amorim ·
18 Almeida ·
19 Tiago Mendes ·
20 Deco ·
21 Ricardo Costa ·
22 Fernandes ·
23 Coentrão ·
Coach: Queiroz
1 Eduardo Carvalho ·
2 Alves ·
3 Pepe ·
4 Veloso ·
5 Coentrão ·
6 William Carvalho ·
7 Ronaldo  ·
8 Moutinho ·
9 H. Almeida ·
10 Vieirinha ·
11 Éder ·
12 Patrício ·
13 Ricardo Costa ·
14 Neto ·
15 Rafa ·
16 Meireles ·
17 Nani ·
18 Varela ·
19 A. Almeida ·
20 Amorim ·
21 Pereira ·
22 Beto ·
23 Postiga ·
Coach: Bento